# Paris-Roubaix 1939
La 40e édition de la course cycliste Paris-Roubaix a eu lieu le 9 avril 1939 et a été remportée par le Belge Émile Masson junior laissant le trio des Mercier à 1 minute et 30 secondes.

## La course
À 20 kilomètres de l'arrivée, Émile Masson junior qui a compté jusqu'à trois minutes de retard, est revenu en tête de la course et s'est même isolé lorsqu'il est victime d'une crevaison. Pendant qu'il est dépanné, il est dépassé par plusieurs coureurs. Il réussit cependant à refaire son retard puis à attaquer à nouveau, même si quatre coureurs de l'équipe Mercier-Hutchinson sont représentés dans le groupe de poursuite : Marcel Kint, Roger Lapébie, Maurice Archambaud et Cyriel Van Overberghe. Masson réussit à résister à leur retour et franchit la ligne d'arrivée avec une minute et demie d'avance.
En 2005, en présence d'Émile Masson junior, une plaque commémorative est incrustée dans le sol à l'endroit de sa panne, le long de la route de Wattignies à Faches-Thumesnil.

## Classement
| #  | Coureur               | Équipe             |    | Temps           |
| -- | --------------------- | ------------------ | -- | --------------- |
| 1  | Émile Masson junior   | Alcyon             | en | 7 h 17 min 30 s |
| 2  | Marcel Kint           | Mercier-Hutchinson | +  | 1 min 30 s      |
| 3  | Roger Lapébie         | Mercier-Hutchinson |    | 1 min 30 s      |
| 4  | Maurice Archambaud    | Mercier-Hutchinson |    | 1 min 30 s      |
| 5  | Cyriel Van Overberghe | Mercier-Hutchinson |    | 1 min 30 s      |
| 6  | Sylvain Grysolle      | Dilecta-Wolber     |    | 3 min 08 s      |
| 7  | Robert Wierinckx      | Dilecta-Wolber     |    | 3 min 08 s      |
| 8  | Albert Hendrickx      | Labor-Dunlop       |    | 3 min 08 s      |
| 9  | Antonin Magne         | Mercier-Hutchinson |    | 3 min 08 s      |
| 10 | Noël Declercq         | Dossche            |    | 3 min 08 s      |